# Литературна награда на Золотурн
„Литературната награда на Золотурн“ (на немски: Solothurner Literaturpreis) е учредена през 1991 г. в град Золотурн, Швейцария. Присъжда се ежегодно на немскоезични писатели „за изключителни литературни постижения“.
Отличието е на стойност 20 000 швейцарски франка.

## Носители на наградата (подбор)
- Илзе Айхингер (1991)
- Моника Марон (1994)
- Вилхелм Генацино (1995)
- Клаус Мерц (1996)
- Кристоф Рансмайр (1997)
- Томас Хюрлиман (1998)
- Биргит Вандербеке (1999)
- Кристоф Хайн (2000)
- Ана Митгуч (2001)
- Ерих Хакл (2002)
- Хана Йоханзен (2003)
- Барбара Хонигман (2004)
- Катрин Рьогла (2005)
- Джени Ерпенбек (2008)
- Юли Це (2009)
- Улрике Дрезнер (2010)
- Петер Биксел (2011)
- Лукас Берфус (2014)
- Томас Хетхе (2015)
- Терезия Мора (2017)
- Петер Щам (2018)